# Ellissografo di Archimede
L'ellissografo di Archimede è un meccanismo che genera la forma di un'ellisse. Questo meccanismo è più preciso di quello a filo teso, spesso chiamato anche di Proco. Un’asta a può ruotare attorno a due perni A e B. I perni possono scorrere entro due guide rettilinee ortogonali. Una punta scrivente P è posta all'estremo dell’asta. Quando A e B scorrono lungo le guide rettilinee, P descrive un’ellisse con assi di simmetria coincidenti con le guide ortogonali e semiassi di lunghezza PA e PB.

Un'animazione del Ellissografo di Archimede.

Secondo Dominique Raynaud, l'attribuzione di questo ellissografo ad Archimede è infondata. A volte è attribuito a Proclo perché la proprietà utilizzata è citata da Proclo nel suo commento su Euclide . Ne è attestata la costruzione da parte del Marchese de L'Hôpital nel 1707: il Museo di Storia della Scienza di Firenze ne possiede una copia. 
Ellissografo di Archimede - Versione di Gaston Tissandier (1896) Questo ellissografo si basa sulla seguente proprietà: se consideriamo un segmento [AD] di lunghezza a ed un punto C sul segmento [AD] tali che AC = b, il luogo dei punti A quando i punti C e D si muovono rispettivamente su due le rette perpendicolari è un'ellisse di semiassi a e b. 
Costruzioni con assi non perpendicolari ed i punti A, B e P non allineati sono altresì possibili.